# Semgallen

Semgallens vapen.

Semgallen, lettiska Zemgale, är en region i centrala Lettland, söder om Rigabukten ner till Litauen.
Semgallen ligger i Lettlands bördigaste jordbruksbygder. Större städer är Jelgava, Semgallens huvudstad, och Bauska. Till sevärdheterna hör två 1700-talsslott: ett i Jelgava och ett i Rundale.
Historiskt sett var Semgallen en del av hertigdömet Kurland 1560–1795; därefter en del av det ryska guvernementet Kurland. Semgallens huvudstad Jelgava var huvudstad i såväl hertigdömet som guvernementet. Sedan 1918 ingår området i Lettland, där det utgjorde en separat provins åren 1919–1940.